# Moskva-Kassiopeja
Moskva-Kassiopeja (Москва — Кассиопея ) è un film del 1974, diretto da Ričard Viktorov, con Innokentij Smoktunovskij. È una pellicola di fantascienza sovietica. Il suo seguito è Ragazzi nello spazio (Отроки во Вселенной) del 1975.

## Trama
Viktor Sereda, uno studente russo di Kaluga, espone in classe la propria teoria riguardante un viaggio spaziale fino ad un pianeta nella costellazione di Cassiopea, zona dalla quale si erano captati dei segnali radio che facevano presumere l'esistenza di esseri intelligenti. Viaggiando ad una velocità prossima a quella della luce l'andata e ritorno sarebbero durati complessivamente 53 anni, per cui sarebbe stato necessario mandare nello spazio dei cosmonauti non più che quattordicenni. Alla fine dell'esposizione Viktor riceve da un membro della sua classe, presumibilmente una ragazza, un bigliettino anonimo nel quale lo scrivente affermava che avrebbe voluto partire con lui.
Il progetto viene preso sul serio da alcuni eminenti scienziati di Mosca, e, grazie anche all'aiuto del misterioso signor I.O.O., viene selezionato l'equipaggio, consistente, compreso Viktor, di tre ragazzi e tre ragazze. L'astronave - corredata delle più sofisticate tecnologie, quali una sorta di traduttore automatico che comprende anche il linguaggio degli animali, e di un congegno che permette di ricreare in loco gli ambienti terrestri -  lascia la Terra. Viktor porta con sé il bigliettino ricevuto in classe e si lascia andare ad ogni congettura pensando a quale delle ragazze avrebbe potuto scriverlo, mentre altre simpatie ed inclinazioni nascono fra i membri della spedizione.
Viene scoperto un clandestino, Fedja Lobanov, conoscente degli altri ragazzi. Fedja procura una serie di contrattempi, non ultimo dei quali quello di cadere sopra una plancia di controllo che porta la velocità dell'astronave ad essere addirittura superiore a quella della luce. In tal modo i ragazzi in un istante raggiungono la destinazione. Dalla Terra, nel collegamento audio-video, una loro compagna di classe, Milka, ora quarantenne (mentre per gli occupanti della nave spaziale il tempo non è trascorso), comunica loro, oltre al fatto che era stata lei a scrivere il biglietto a Viktor, che la civiltà extraterrestre che hanno raggiunto è in grave pericolo e abbisogna del loro aiuto. Il collegamento con la Terra si interrompe.

## Produzione
Inizialmente, c'era una sola sceneggiatura, senza dividersi in due film, ma poiché il volume delle riprese superava il tempo standard per un film sovietico, il permesso è stato ottenuto dal cinema di Stato dell'URSS per girare due: "Moskva-Kassiopeja" e "Ragazzi nello spazio". il cosmonauta Georgij Beregovoj ha agito come consulente per il film.
I costumi per gli eroi erano fatti di nylon metallizzato, gli stivali alti sono dotati di ventose magnetiche.
La scena di assenza di peso era un riferimento a "2001: Odissea nello spazio" (1968) di Stanley Kubrick ed è stata girata in 4 fasi con la partecipazione di Valery Pavlotos, un ingegnere progettista presso lo Yalta film studio. I movimenti di ogni attore lungo la propria traiettoria hanno fatto una forte impressione sulla giuria del concorso internazionale "UNIATEC".
La canzone "Den store verden" ("Этот большой мир", testi — Robert Roždestvenskij, Musik — Vladimir Chernyshev) è eseguita da Gennady Belov.

## Riconoscimenti
- 1974: Premio per "Miglior film per ragazzi" al Vsesoyuznyy kinofestival (VKF – All-Union Festival) di Baku[4].
- 1975: Premio speciale Trieste Science+Fiction Festival[5].
- 1975: Premio speciale al Festival cinematografico internazionale di Mosca (categoria: Film per ragazzi).
- 1975: Festival Internazionale del Cinema di Gijón per bambini e ragazzi, premio "Platero"
- 1976: Diploma dell'Unione Internazionale delle Associazioni Tecniche Cinematografiche (UNIATEK/UNIATEC), Mosca[6].
- 1977: Premio di stato "Fratelli Vasil'ev" della RSFSV conferito allo sceneggiatore Avenir Zak

## Critica
(Compagno dello spettatore, URSS, settembre 1974)

## Sequel
Ragazzi nello spazio (Отроки во Вселенной), regia di Ričard Viktorov (1975).